# NOW 8
Now (That's What I Call Music 8) er et dansk opsamlingsalbum udgivet 28. maj 2004 i kompilation-serien NOW Music.

## Spor
1. Eamon: "F**k It (I Don't Want You Back)"
2. Anastacia: "Left Outside Alone"
3. Enrique Iglesias feat. Kelis: "Not In Love"
4. N.E.R.D: "She Wants To Move"
5. Beyoncé: "Naughty Girl"
6. Limp Bizkit: "Behind Blue Eyes"
7. Christine Milton: "Shine On"
8. 3 Doors Down: "Here Without You"
9. Kelis: "Milkshake"
10. Nik & Jay: "Pop - Pop!"
11. Burhan G: "Playground"
12. P!nk: "Last To Know"
13. Sugababes: "Too Lost In You"
14. Westlife: "Obvious"
15. Dido: "Life For Rent"
16. Maria Lucia: "Taking Back My Heart"
17. The Collins: "Don't Cry"
18. Blue: "Breathe Easy"
19. Tue West: "Hun er fri (Kvinden og lottokuglerne)"